# Lago subglaciar

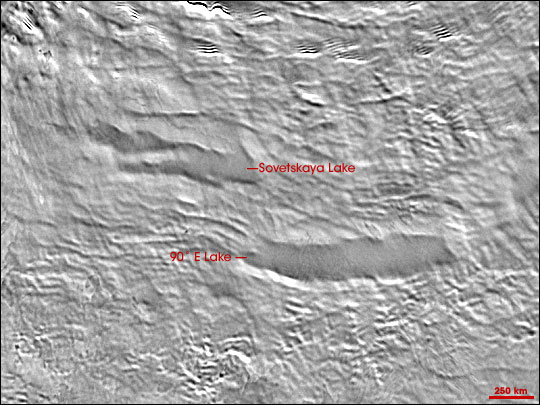
Fotografía de dos lagos subglaciares de la Antártida realizada por la NASA.

Un lago subglaciar es un lago que se halla permanentemente cubierto de hielo. Pueden presentarse debajo de glaciares y casquetes de hielo. Existen numerosos lagos subglaciares, siendo el Lago Vostok, en la Antártida, de lejos el más extenso con una superficie de unos 15.000 km².
El agua bajo el hielo permanece líquida debido a la presión de la fría capa sobre ella y al calor geotérmico.
El más reciente hallado ha sido el Lago CECs por el Centro de Estudios Científicos de Valdivia, Chile.